# Nowożytna architektura rezydencjonalna w Polsce

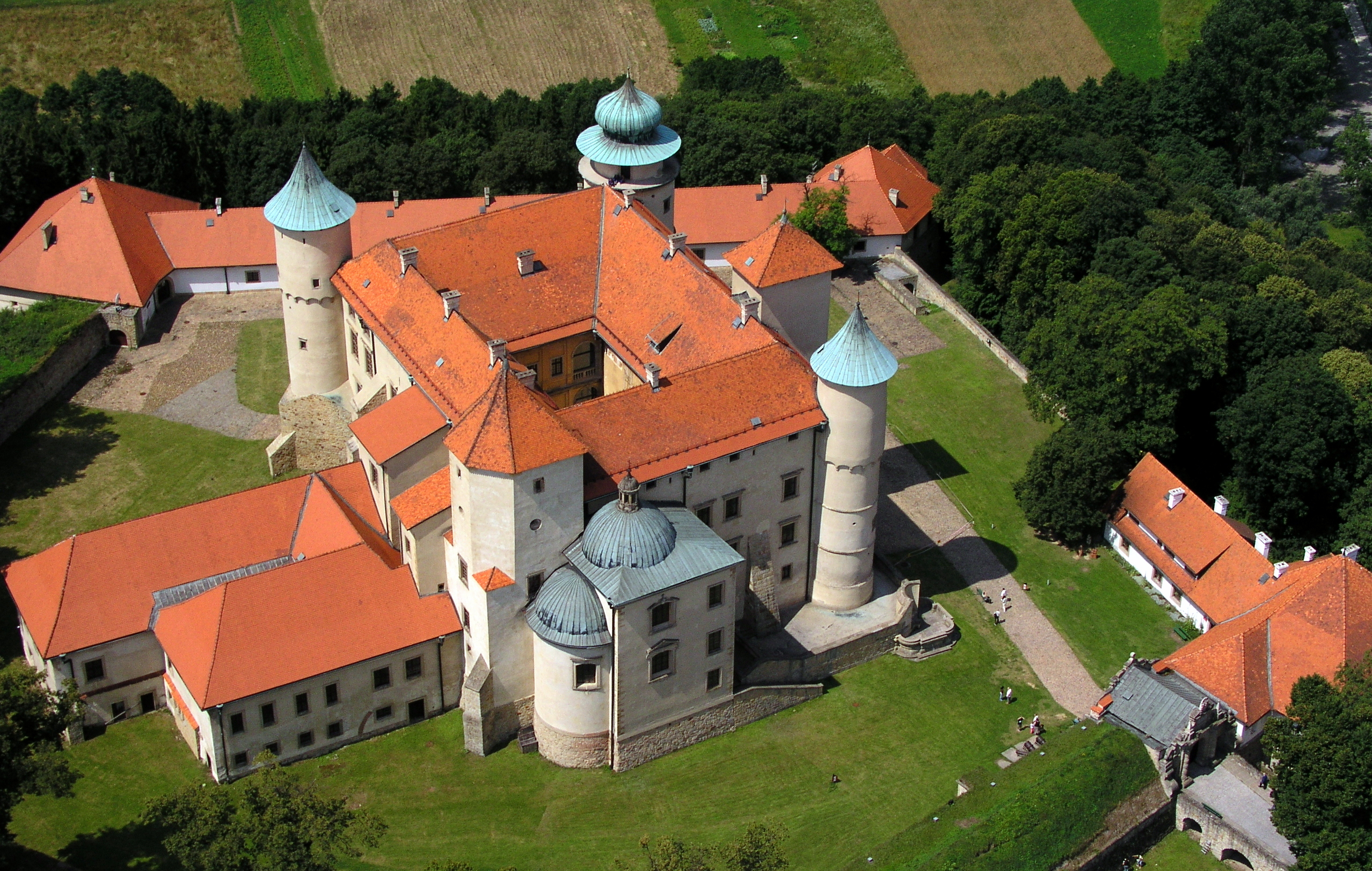
Zamek w Wiśniczu

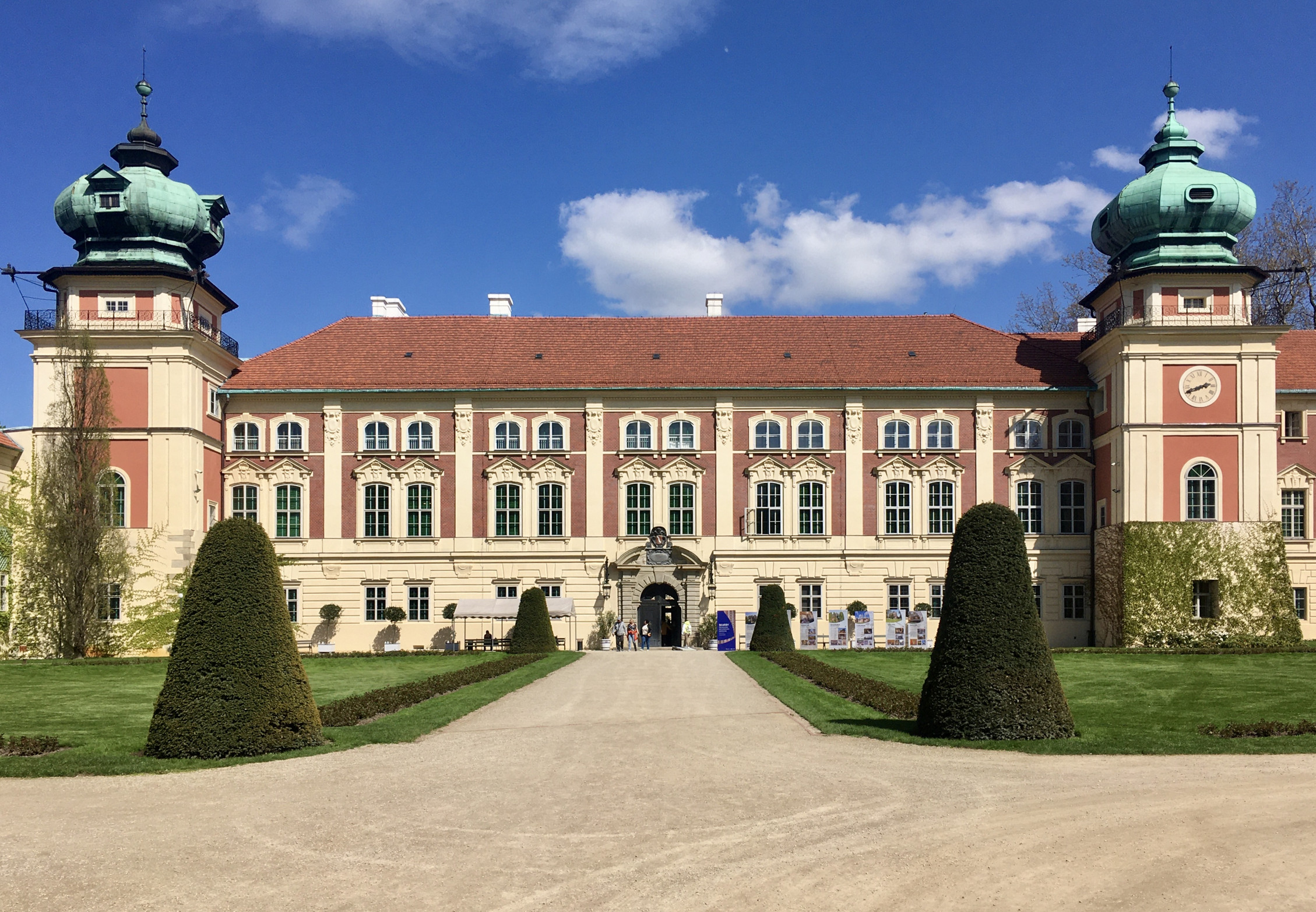
Zamek Lubomirskich i Potockich w Łańcucie

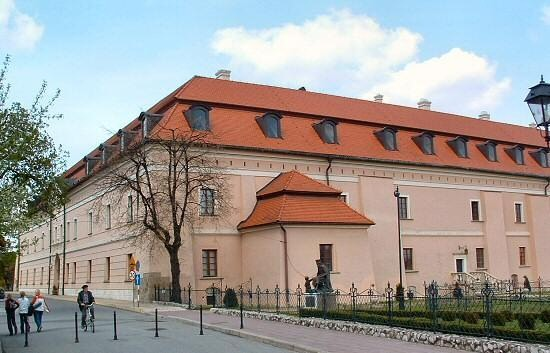
Zamek Królewski w Niepołomicach

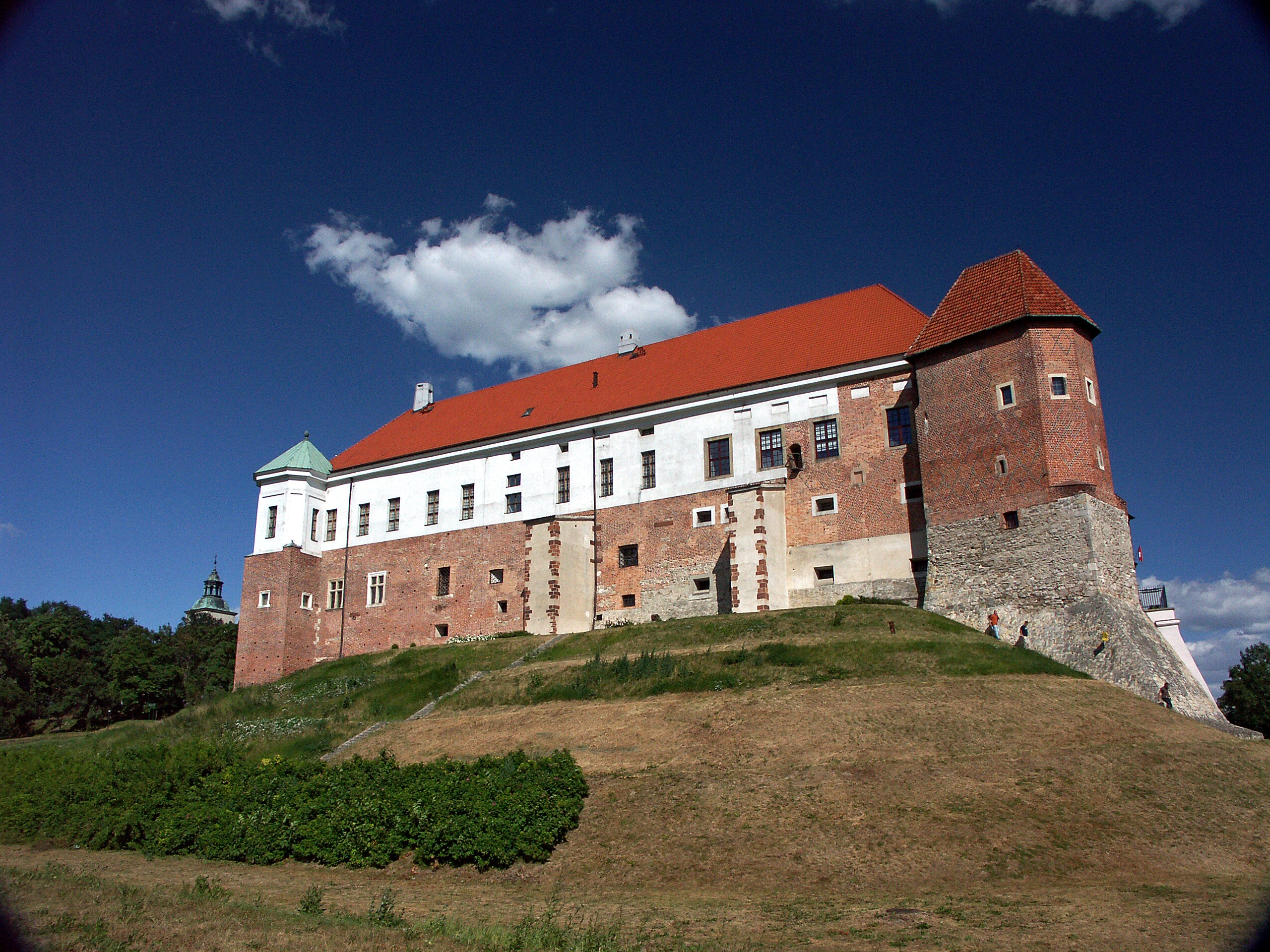
Zamek w Sandomierzu

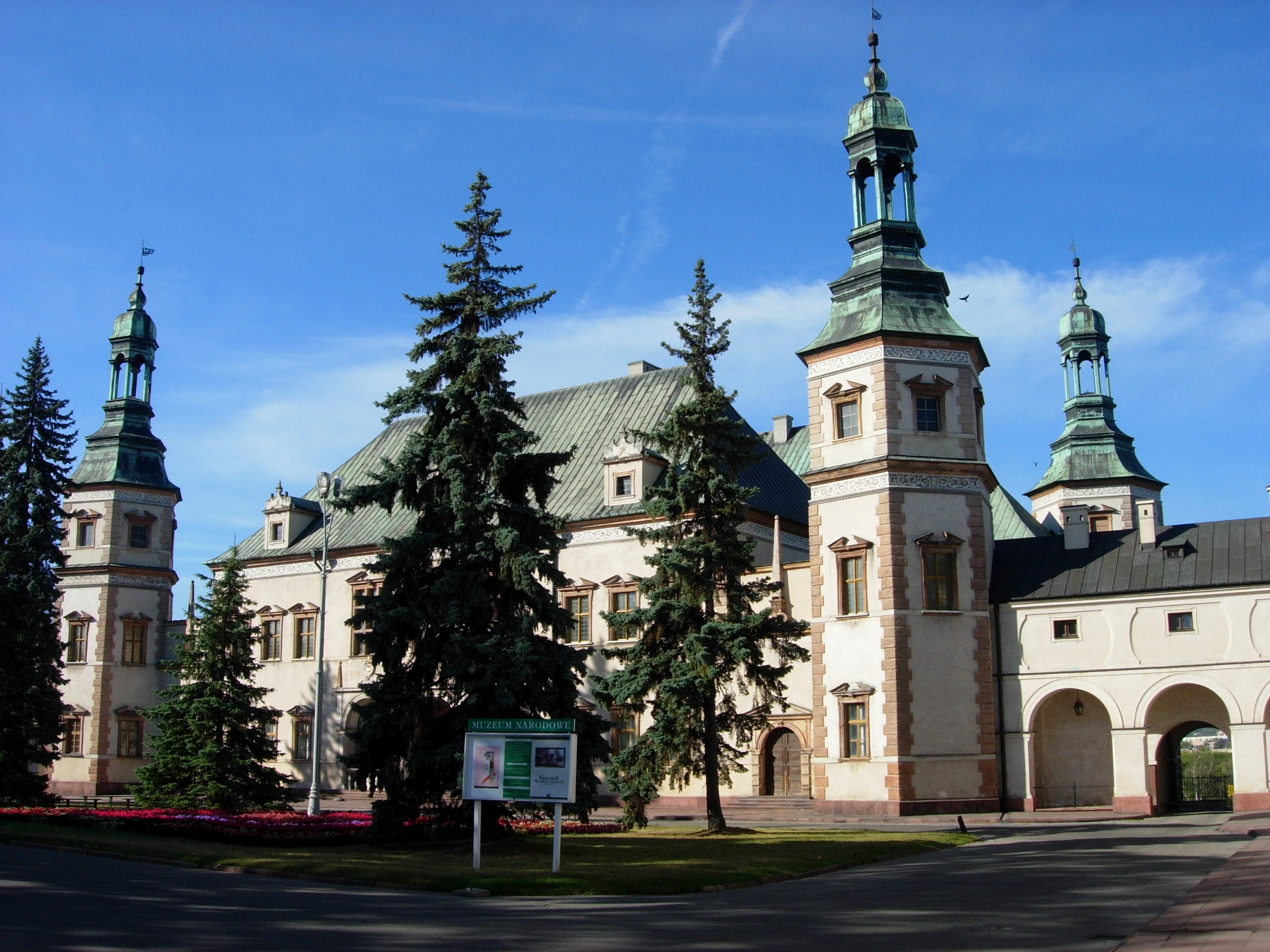
Pałac Biskupów Krakowskich w Kielcach

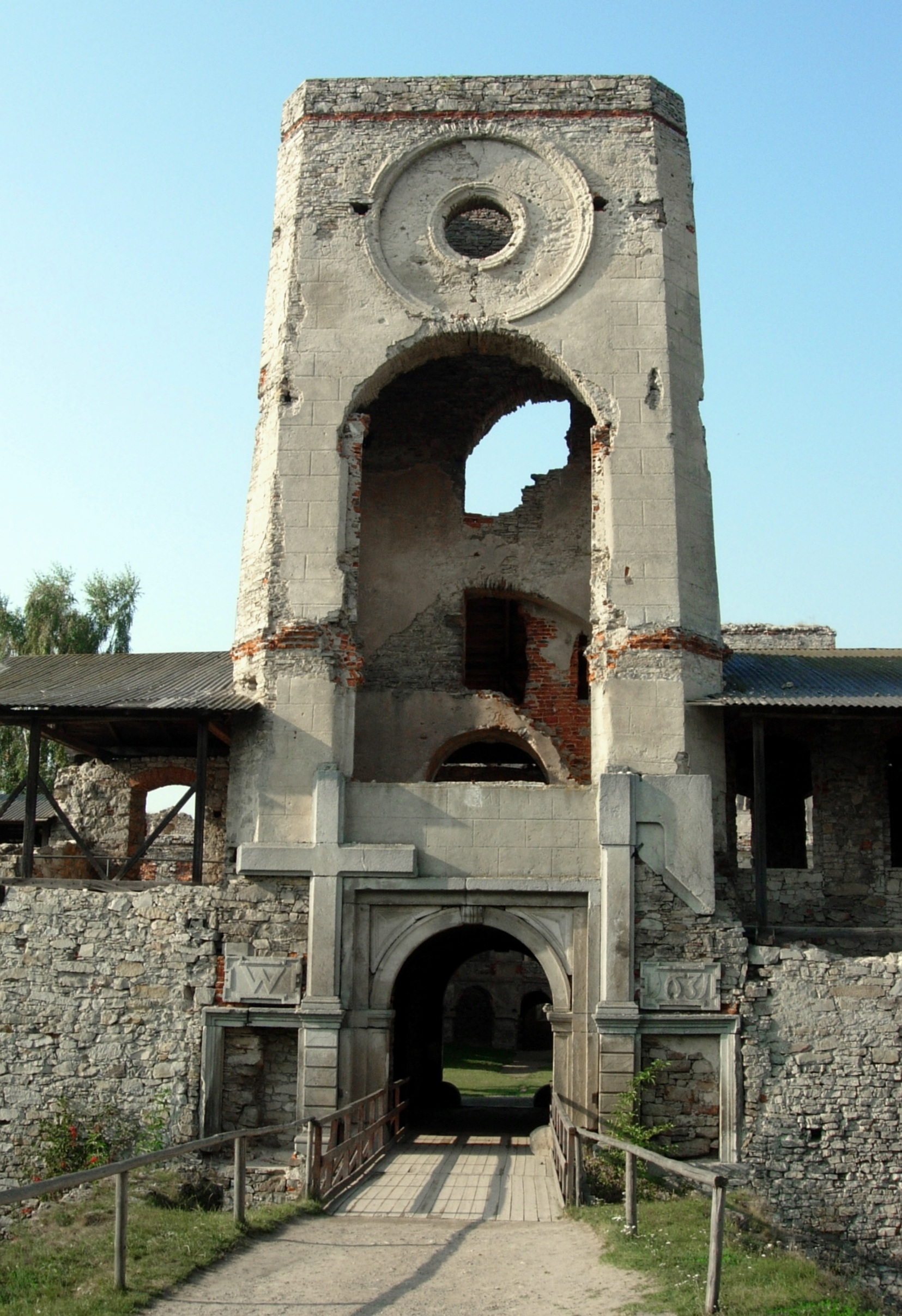
Krzyżtopór

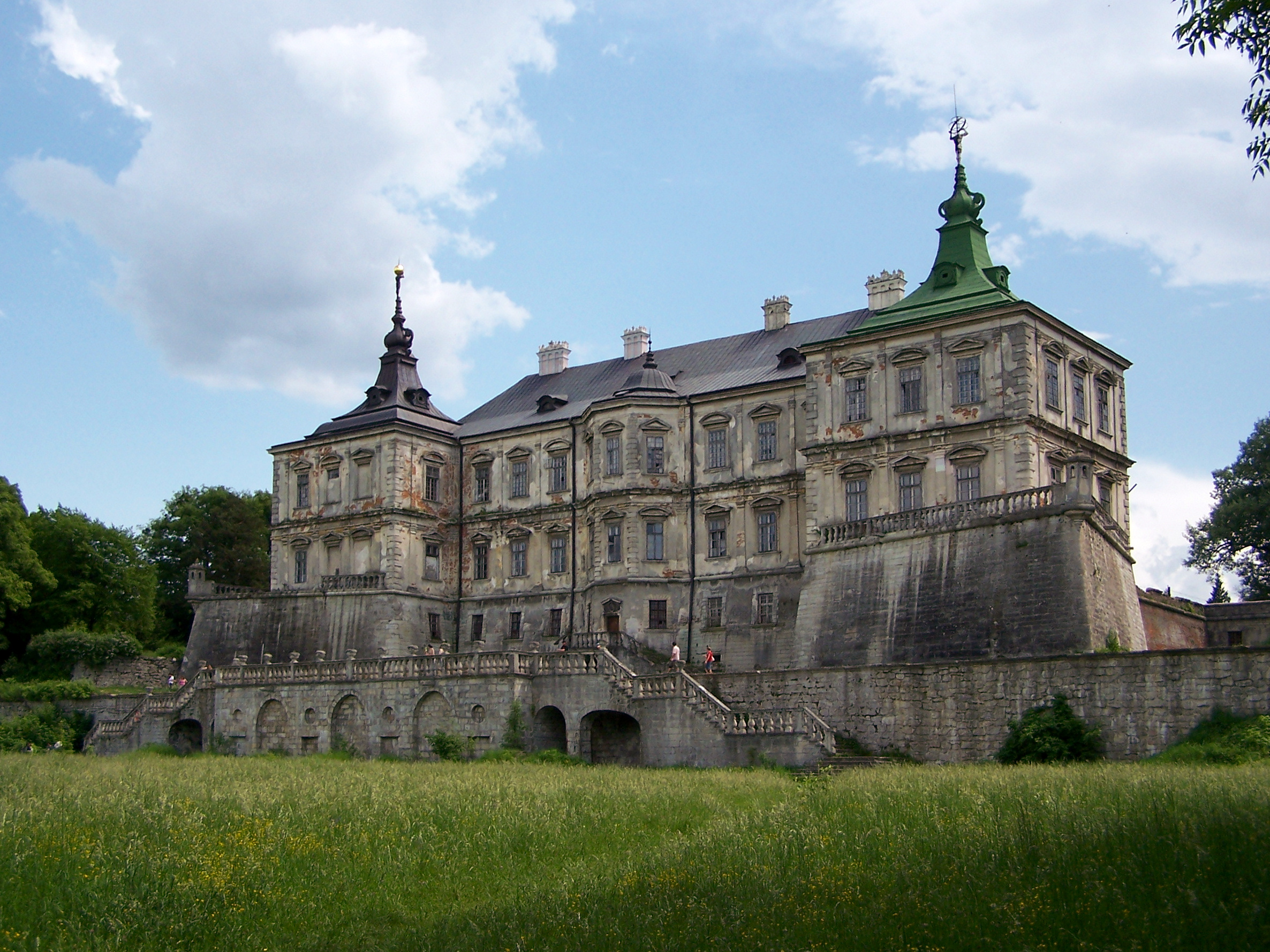
Zamek w Podhorcach

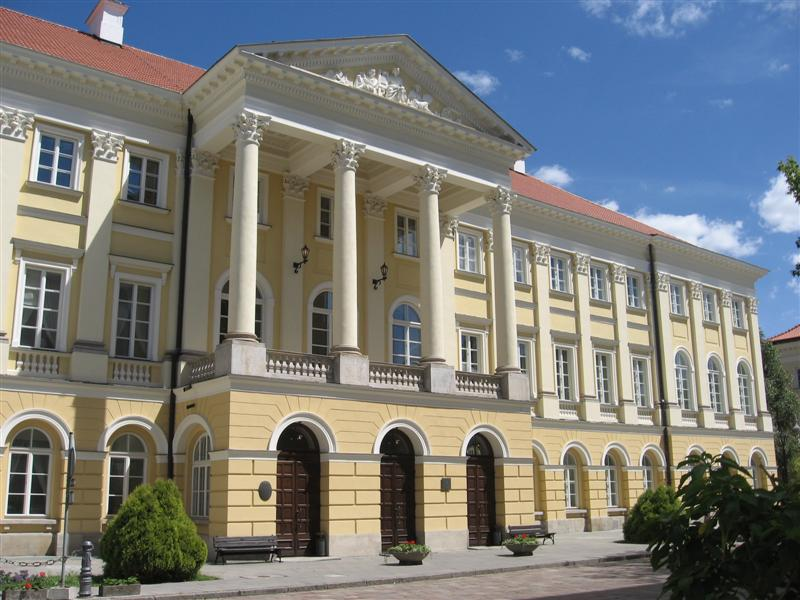
Pałac Kazimierzowski

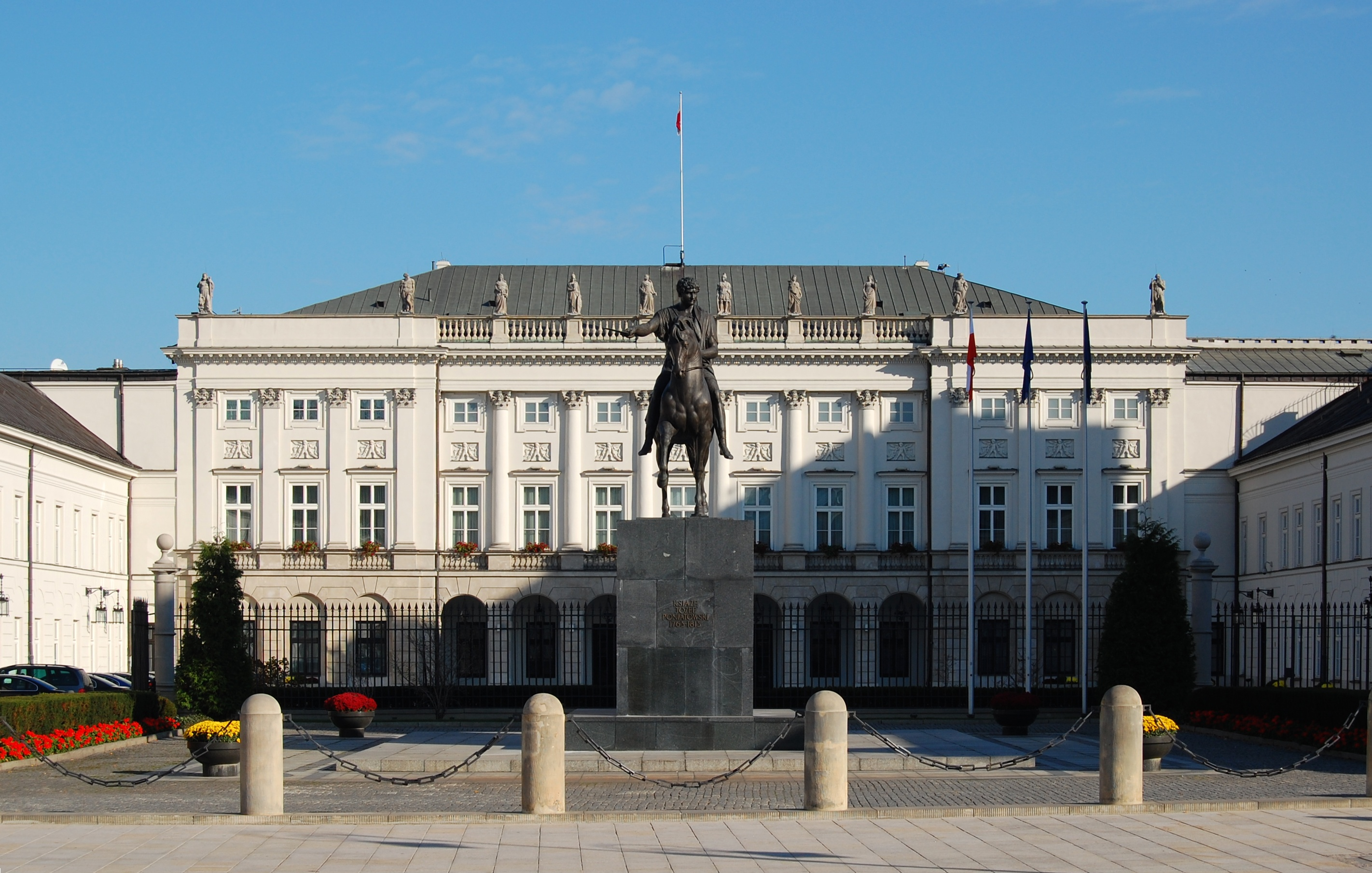
Pałac Prezydencki zwany także pałacem Koniecpolskich

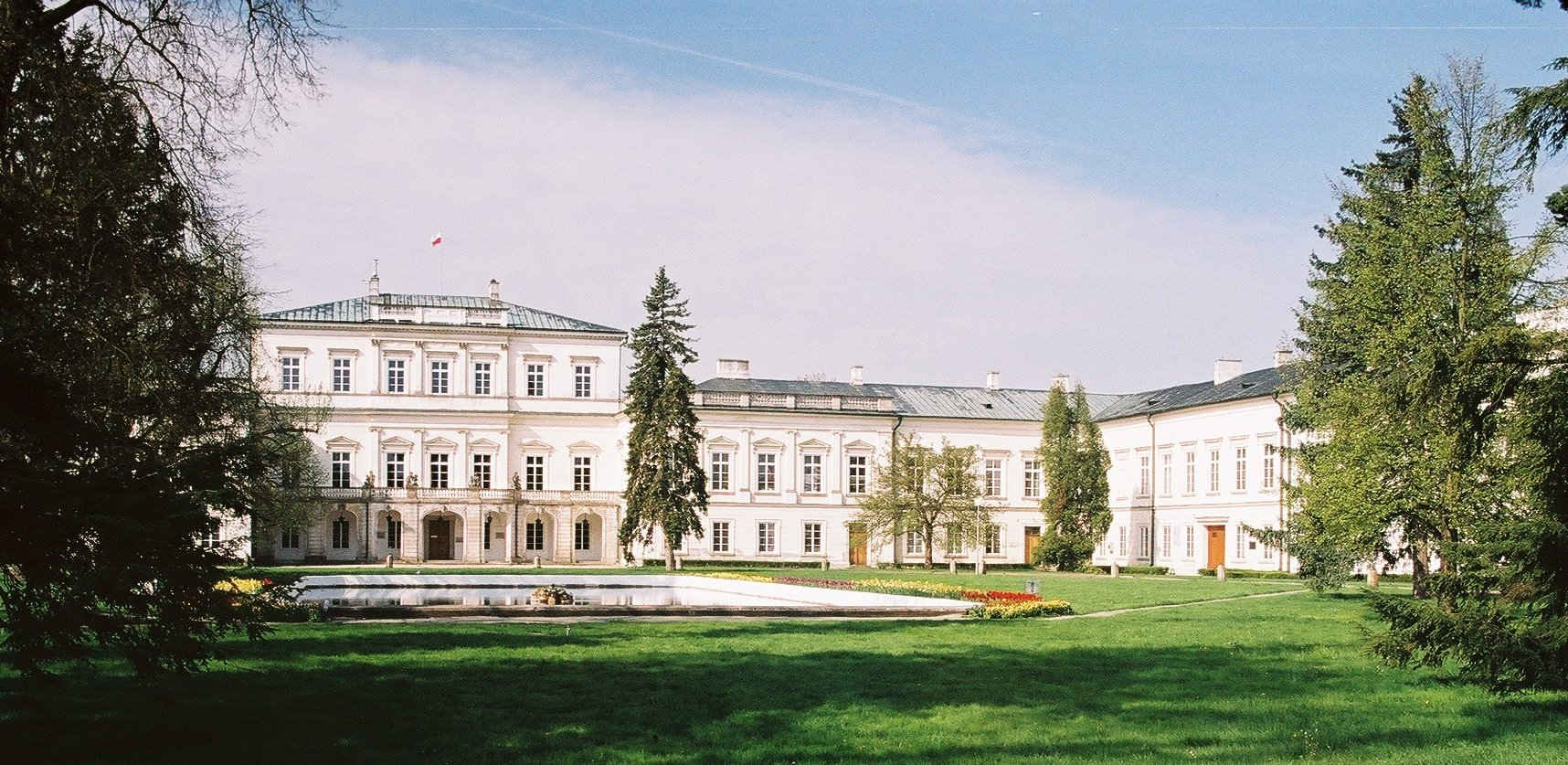
Pałac Czartoryskich w Puławach

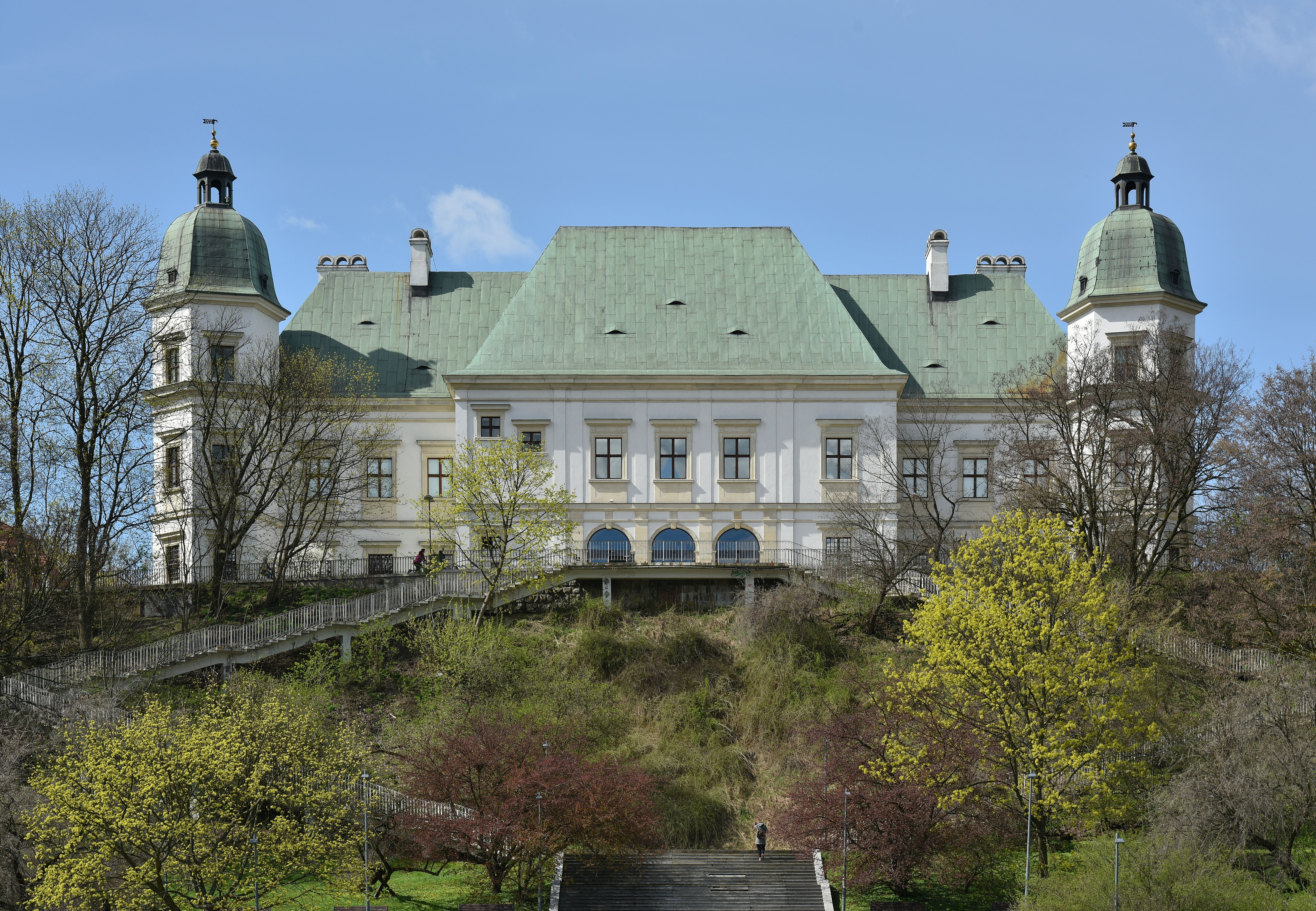
Zamek Ujazdowski w Warszawie

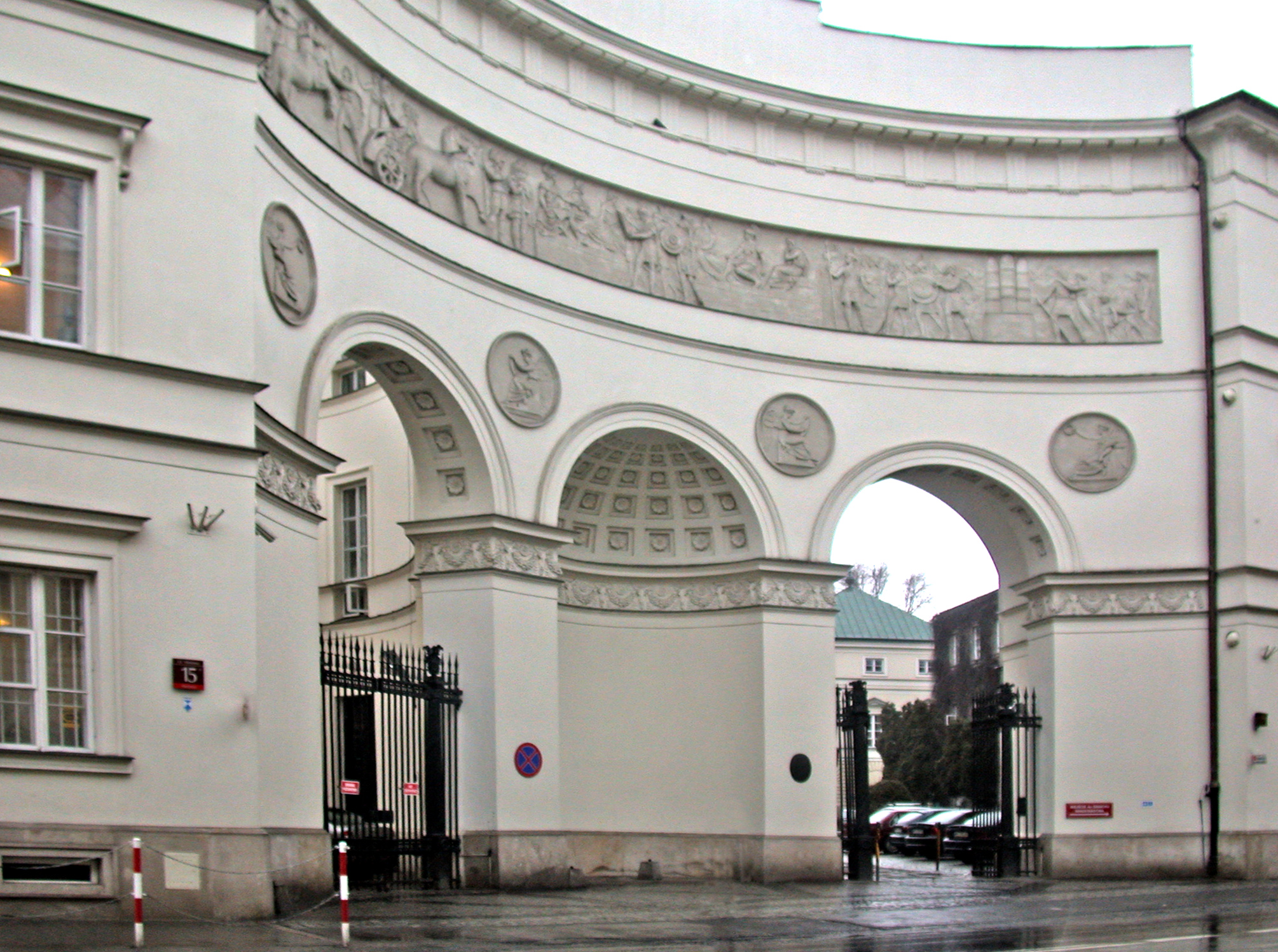
Pałac Paca-Radziwiłłów w Warszawie

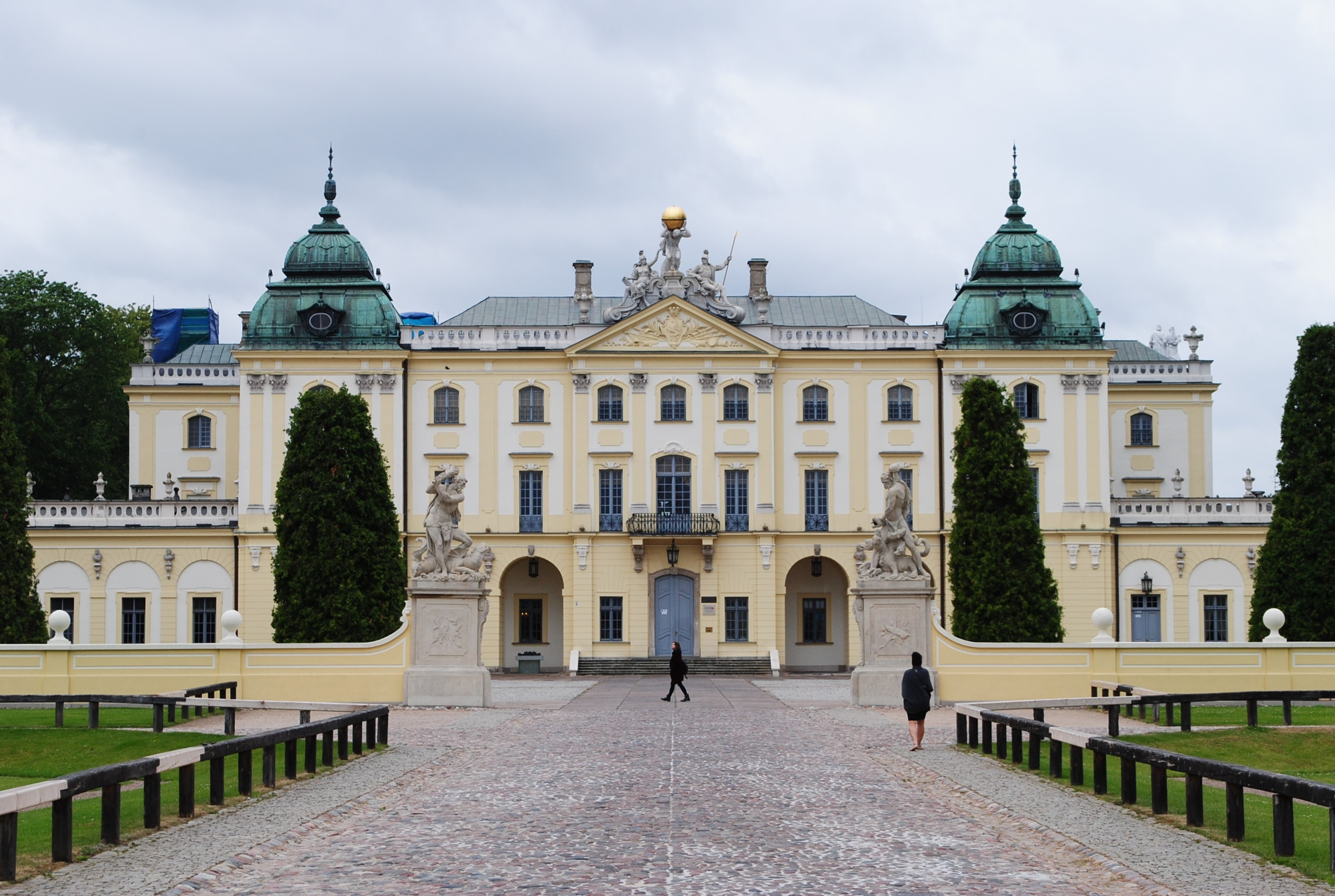
Pałac Branickich w Białymstoku

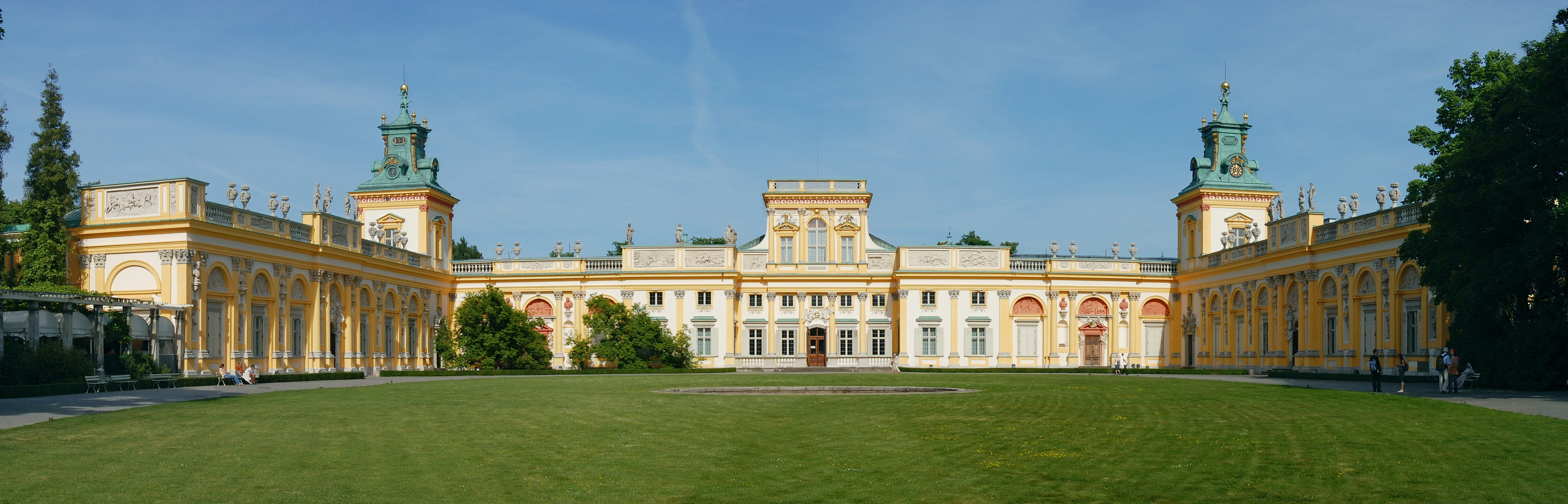
Pałac w Wilanowie

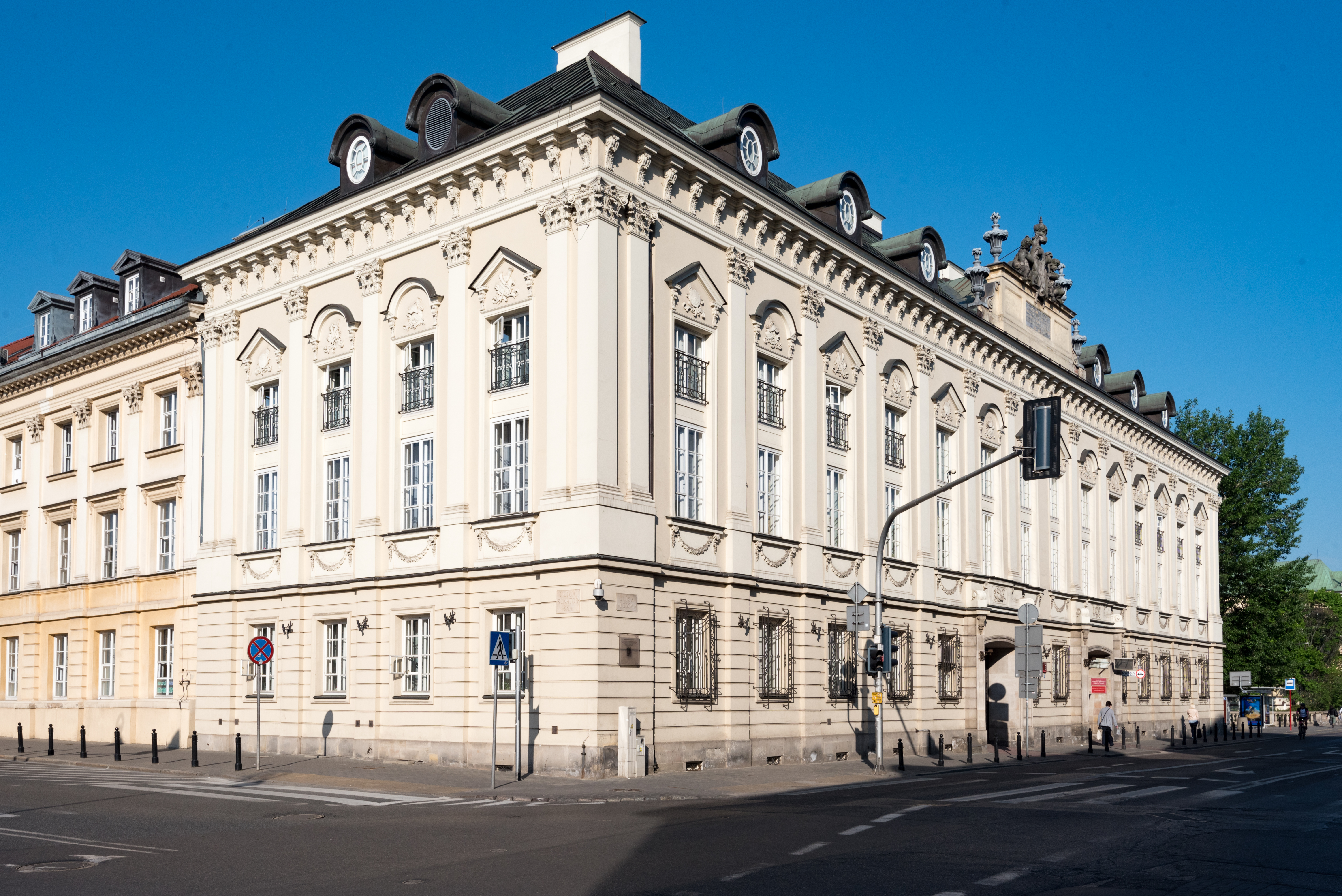
Pałac Biskupów Krakowskich w Warszawie

Nowożytna architektura rezydencjonalna w Polsce to reprezentacyjne siedziby biskupie, królewskie czy wielkopańska w postaci zamków, pałaców i dworów. Treści ideowe przekazywane przez tego rodzaju architekturę obfitowały w konteksty religijne, polityczne, historyczne, mitologiczne i astrologiczne. Aplikowano je w postaci przedstawień malowanych i rzeźbionych, o rozmaitej skali i gatunku. Treści najbogatsze i wyrażane największą liczbą środków artystycznych zawarte były w wystrojach najokazalszych rezydencji pełnego baroku – Wilanów, pałac Krasińskich w Warszawie. Możnowładców najbardziej czynnych w życiu publicznym upamiętniano głównie w wielkich cyklach plafonowych – Ujazdów, Podhorce, Kielce. Wątek gloryfikacji rodu, czy dynastii wcielenie bardziej pospolite zyskiwał w dekoracji i inskrypcjach bram wjazdowych, portali.

## Historia rezydencji w Polsce

### Początki
Wraz z procesem przemian gospodarczych, politycznych i społecznych następowało pogłębianie się różnic majątkowych wewnątrz stanu szlacheckiego. Agraryzacja polskiej gospodarki w oparciu o system folwarczno-pańszczyźniany była dla bogacących się bodźcem do tworzenia coraz większych latyfundiów.
Dwory magnaterii stanowiły aparat nieformalnej władzy poparty majątkiem, który pozwalał na prowadzenie własnej polityki. Tym samym urastała rola i znaczenie magnackich dworów, które w XVII wieku stanowiły niemal główne centra polityczne i kulturalne kraju.
Każdy z tych dworów tworzył odrębną przestrzeń, która z centrum rezydencjonalnego rozciągała swoją zwierzchność nad miastami i włościami magnackiego latyfundium. Kodyfikowały się modele kultury materialnej i obyczajowej. Do tych modeli należała także architektura magnackich rezydencji oraz fundacji sakralnych. Na dworach jeszcze za panowania Zygmunta III okazały styl życia reprezentacyjnego cechował zamiłowanie do przepychu i chęć olśnienia bogactwem.
Pogląd Arystotelesa, że wielki człowiek okazuje swą „wielmożność” przez wznoszenie wspaniałych budowli realizował się w wieku XVII, zmieniały się tylko cele i charakter fundacji. Wysoka pozycję fundatora podkreślały skala działalności inwestycyjnej i kosztowność budowli, a także samo jej ukształtowanie. Architektura miała tworzyć odpowiednią scenerię dla reżyserii życia magnackiego, miała zadziwiać i wprzęgać w działania polityczne magnata.

### Rozwój
Wiek XVII cechowała dynamika ruchu budowlanego, w czterech początkowych dekadach tego wieku, da się zaobserwować stały jego wzrost. Apogeum nastąpiło zaraz po roku 1640, kiedy to budowano parokrotnie więcej niż na początku stulecia. Po potopie i wojnach kozackich nastąpił zastój w budownictwie, po którym z czasem, od ok. 1660 roku, wzrastało nasilenie produkcji budowlanej – tu kończy się okres przejściowy dla budownictwa rezydencjonalnego.
Dynamiczna ewolucja polskiej rezydencji szlacheckiej i królewskiej przebiegała w dwóch zasadniczych płaszczyznach – całości zespołu i głównego budynku reprezentacyjno – mieszkalnego. W toku procesów dostosowywania składników rezydencji do całości, dezaktualizowały się tradycyjne typy siedzib feudalnych, ustępując miejsca zagranicznym wzorcom. Początkowo były to wzorce włoskie, potem francuskie – od czasów Władysława IV.
W epoce Wazów zaznaczył się dwie główne ewolucje rezydencji: dominacja planu o zwartym korpusie nad wieloskrzydłowym zamkiem i likwidacja fortecy na korzyść założenia otwartego. Zostały one ujęte w normy kompozycji barokowej za Władysława IV. Modne wzorce pałacowe za Zygmunta III, ulegały przemianom i nawiązywały do nowszych rozwiązań włoskiej willi czy francuskiego chateau. Pojawienie się kompozycji kierunkowej, wiążącej wspólną osią pałac z dziedzińcem paradnym i ogrodem, było zjawiskiem bardziej przełomowym niż wzbogacanie form pałacu i różnicowanie jego bryły za pomocą narożnych ryzalitów czy pawilonów.
Zawiązki tych procesów można zaobserwować w siedzibach czołowych osobistości schyłku panowania Zygmunta III, wznoszonych na prowincji ok. 1630. Na terenie Warszawy dokonuje się głębsza asymilacja pierwiastków barokowych, w fundacjach Władysława IV oraz innych możnowładców – przypada ona na lata 1635-1645 – tzw. dekadę pałacową, ze względu na znaczną liczbę budowli i nowatorstwo ich wykonania.
Do przedstawicieli epoki Zygmunta III należeli wojewoda Kacper Denhoff (1588-1645), inicjator budowy pałacu w Kruszynie, kanclerz i bp krakowski Jakub Zadzik (zm. 1642), fundator pałacu w Kielcach oraz kasztelan krakowski Jerzy Zbarski (zm. 1631) – założyciel zamku w kresowym Zbarażu.
Zamek i dwór były na początku dwoma podstawowymi typami osadnictwa feudalnego. Dwór przechodził przeobrażenia, a zamek zanikał. Odmiana zamku późnośredniowiecznego odznaczała się układem dwuczłonowym – obok obwarowanego, wieloskrzydłowego korpusu z wewnętrznym dziedzińcem istniało usługowe podzamcze. Rozkład zamku był wynikiem osłabienia czynnika militarnego, co zaważyło na programie polskiej rezydencji XVII wieku. Korpusy zamkowe odrywały się od obwarowań. Rezultat tych ewolucji było upodobnienie się do włoskiego nowożytnego typu palazzo in fortezza. Nazwę dwór natomiast uogólniono, podciągając ją pod rezydencję, pozbawioną ewidentnych funkcji militarnych, a także elementów warownych. Wiele siedzib zachowało jednak wieże, czy to w narożach korpusów mieszkalnych, czy nad główną bramą wjazdową.
Te dwa typy przełamywały się w rozmaity sposób nowożytnymi modelami rezydencji otwartej. Początkowo starano się dostosować te siedziby do konwencji renesansowej willi manierystycznej – villa rustica czy villa suburbana. Z rozwiązań willowych zaczerpnięto np. system poprzedzania frontu głównego budynku ogrodem, a nie dziedzińcem. Wzorcowe przykłady willi znalazły też odbicie w przedłużaniu fasady pałacu długimi arkadowymi galeriami. Nowa była rola podwórza przed pałacem, który przekształcił się w dziedziniec paradny, nie bez udziału wpływów francuskich. W Polsce wzrastała rola dziedzińca jako sceny, na której toczyło się życie codzienne i uroczyste – wjazdy i wyjazdy, ceremonie. Wjazd na dziedziniec znajdował się na osi założenia i akcentowano go wieżą.
Po połowie XVII wieku budynek główny założenia znajdował się między dziedzińcem a ogrodem, podobnie też częściej wiązano wspólną osią symetrii możliwie jak najwięcej elementów przestrzennych, budowlanych i zielonych. Ostatecznym kresem tej ewolucji było podporządkowanie tego zespołu kompozycji ukierunkowanej z dominantą pałacu – entre cour et jardin, zgodnie z typem skodyfikowanym przez Ludwika XIV we Francji. Dostrzega się zbieżności z wzorami obcymi – częściej z francuskim chateau niż z włoską villa, często te zbieżności wynikały nie z naśladownictwa, ale z zastosowania analogicznych rozwiązań.
Około roku 1670 układ kompozycyjny tworzą odwrócone w podkowę oficyny, załamane w narożach dziedzińca, a przeprute na osi bramą. Znamienna cechą założeń rezydencjonalnych było przestrzeganie zasady izolowania głównego budynku mieszkalnego.
U schyłku XVII wieku, gdy architektura dochodziła do baroku pełnego, w budownictwie reprezentacyjnym dążyło się do związania otoczenia z architekturą w „całościowe dzieło sztuki”. Nowe wzmożenie ruchu budowlanego nastąpiło w latach 1680-1695. W architekturze akcentowano przewagę wpływów baroku włoskiego, które niosły największy ładunek klasycyzmu. Pojawiały się tendencje, które prowadziły do dorabiania swojej rodzinie archaicznej, rzymskiej genealogii, czy wykorzystywanie wątków antycznych przy układaniu literackich wątków dekoracyjnych. W tym czasie dział Tylman z Gameren.
Mecenat Jana III Sobieskiego był odbiciem nie tyle monarchy, co pierwszego magnata Rzeczypospolitej. Skala i poziom założeń kształtowały się poniżej intensywności poczynań architektonicznych Lubomirskiego czy Krasińskiego. Z wyjątkiem siedziby w Wilanowie program fundacji był stosunkowo skromny, częściej ograniczał się do upamiętnienia jego bohaterskich czynów tytułem fundacji, niż rozwijał treści dynastyczne i publiczne konkretnych układów formalnych. Na polu architektury Sobieskiego cechowała racjonalna rzeczowość i użytkowość – rozmach założenia i bogactwo wystroju pałacu w Wilanowie były wyjątkowe na tle całości mecenatu Jana III.
Często podkreślana sarmackość gustu Jana III uzewnętrzniała się głównie w przepychu wyposażenia wnętrz. Inspiracje rodzimymi ideałami życia wiejskiego i rycerskiego można odnaleźć w ukształtowaniu licznych prowincjonalnych siedzib tego króla-ziemianina, przybierających postać dworu, spolszczone casa di villa czy kontynuującej typy zamku. W architekturze odpowiadały mu raczej barokowe formy włoskie, i to najczęściej w redakcji rzymskiej. Wpływ na to miał architekt Augustyn Locci.
W architekturze pałacowej w pierwszej ćwierci XVIII wieku zaczęły przeważać pierwiastki francuskie. Francja stworzyła ideał barokowej siedziby monarszej i możnowładczej, oddziałując na architekturę świecką całej Europy. Wzorem był Wersal Ludwika XIV, ze swoim rozmachem założenia wiążący pałac z licznymi dziedzińcami i ogrodami.
W czasach panowania Augusta II Mocnego przystąpiono do organizowania przedsięwzięć budowlanych w Warszawie. Powołany został specjalny urząd budowlany, którym od 1715 kierował Joachim Daniel Jauch. August zamawiał projekty przebudowy zamków w Warszawie, Ujeździe, nawet w Wilanowie. Poprzestał tylko na dwóch inwestycjach: Ogrodzie Saskim i Białej Sali w Wilanowie. Koncepcja Osi Saskiej pochodziła zarówno od Augusta Mocnego, jak i głównego architekta Mateusza Daniela von Poppelmanna (twórca drezdeńskiego Zwingeru). W Warszawie podejmowano najwięcej przedsięwzięć budowlanych. Z jego uporządkowywaniem wiąże się powstanie w 1743 roku Komisji Brukowej stworzonej z inicjatywy marszałka Franciszka Bielińskiego, która miała uporządkować stolicę. W ostatnich latach panowania Augusta II Mocnego pod koniec lat dwudziestych panował wzmożony ruch budowlany, wzorowany na francuskim typie rezydencji entre cour et jardin (między dziedzińcem a ogrodem), który miał w Polsce własną tradycję rozwojową sięgającą pierwszej połowy XVII wieku. Powstał w tym czasie Pałac Błękitny (1726) Anny Orzelskiej, córki króla Augusta II Mocnego, założony na osi prostopadłej do ulicy, naśladujący typ warszawskiego pałacu późnobarokowego. Paradny dziedziniec ujęty został podkową korpusu. Żadna z siedzib magnackich nie dorównywała królewskiemu pałacowi, natomiast na prowincji taki typ rezydencji rozwijał się pod wpływem triumfu oligarchii magnackiej w tym czasie.
Środkowe trzydziestolecie XVIII wieku to okres niezmąconego spokoju, burzliwego rozwoju architektury, szczególnie budownictwa rezydencjonalnego. Powstają dwory, dworki, pałace i mniej liczne rezydencje magnackie. Magnateria wznosiła olbrzymie pałace na królewską skalę zakładane, komponowane osiowo, z dziedzińcem lub dwoma, z rozległym ogrodem o korpusie wzbogaconym przez skrzydła boczne, oficyny, pawilony, bramy wjazdowe itp. Do najświetniejszych należą Białystok Branickich, zwany „Wersalem Podlaskim”, Radzyń Podlaski Eustachego Potockiego, Krystynopol Franciszka Salezego Potockiego (1756-1761), radziwiłłowska Ołyka, czy wielkie założenie pałacowo-ogrodowo-miejskie w Rydzynie Sułkowskich adaptujące XVII-wieczny zamek Leszczyńskich (przypuszczalnie projekt Karola Marcina Frantza z 1742/50, który rozszerzył Ignacy Graff po 1784). Oprócz tego powstawały pałace w Warszawie. W XVIII wieku przestrzenna zależność pałacu od ogrodu stała się jeszcze silniejsza. Za panowania Augusta III w Warszawie wznoszono kilkanaście rokokowych pałaców. W tym czasie wykrystalizował się styl warszawskiej architektury pałacowej. Tworzyli wtedy Sasi: Pöppelmann młodszy (rozbudowa zamku warszawskiego, 1747-1763, w oparciu o projekt Gaetano Chiaveriego), Deybel (pałac Sapiehów, 1734-1744, pałac w Białymstoku i Puławach, 1727-1736), Jan Fryderyk Knöbel (rozbudowa dla Bruhla pałacu Ossolińskich), oraz francuz Piotr Ricaud de Tirregaille (pałac Mniszchów, rezydencja w Krystynopolu) i ostatecznie Jakub Fontana. Fasada w tym czasie zyskała elementy ornamentyki rokokowej, powiększyły się pomieszczenia mieszkalne i stawały się coraz bardziej kameralne. Najwięcej monumentalności zachowała reprezentacyjna klatka schodowa.

## Układ pomieszczeń
„Dom pański” zawierał dwa apartamenty dla pana i pani. U zamożniejszej szlachty apartament składał się z trzech pomieszczeń – antykamery, sypialni i mniejszego gabinetu. Czasem, zwłaszcza w siedzibach magnackich apartament wzbogacano nowymi pomieszczeniami. Przed połową wieku XVII zaczęto pod wpływem francuskim wydzielać w pokoju sypialnym alkowę, w której na osi ustawiano łóżko, co rzutowało nie tylko na proporcje, ale i układ całości.
Codzienne życie dworu koncentrowało się w wielkiej sieni, która niekiedy pełniła też funkcje sali jadalnej. Jedynie w największych pałacach istniała niezależnie od jadalni wielka sala, przeznaczona na uroczyste ceremonie. Dostosowując do nich architekturę dodawano czasem emporę dla kapeli. Te wielkie sienie i sale miały genezę jeszcze średniowieczną, w przeciwieństwie do innego typu wnętrza reprezentacyjnego – centralizującego salonu. Przejęty z architektury francuskiej dopiero w drugiej poł. XVII, salon służył nowemu monarszemu stylowi życia.
Te pomieszczenia były podstawowymi składnikami siedzib szlacheckich. Schemat komunikacji pionowej przechodzi w XVII wieku dość istotną ewolucję. Zaczęto wprowadzać typ klatki schodowej o paru biegach, zawieszonych na wysokich przestrzennych wnętrzach. Powszechnie jednak posługiwano się typem małych kręconych schodków. Charakterystycznym znamieniem schyłkowej fazy tego późnośredniowiecznego typu budowlanego, jakim był zamek, było akcentowanie jednego tylko skrzydła jako korpusu głównego reprezentacyjno-mieszkalnego. Skrzydło to bywało szersze od pozostałych, a w rozplanowaniu nie różniło się od wolno stojących pałaców.
Pałacami były skromne dwukondygnacjowe budynki o zbliżonym do kwadratu planie. Czysto nowożytne rozwiązania pałaców miały przeważnie proweniencję włoską. Najpopularniejszy przez całe stulecie był typ prostokątnego, wydłużonego budynku o symetrycznym planie, skodyfikowany w traktacie Pietra Cataneo (1554).
Rzadziej nawiązywano do konwencji casa di villa, na ogół w wydaniu Serlia lub Palladia – ograniczano się do schematu planu lub elewacji. Tzw. wariant Poggio-Reale Serlia był naśladowany zarówno w swej zasadzie ściśle symetrycznego rozplanowania, jak i w charakterystycznym narysie prostokąta z narożnymi pawilonami.
Pałace kształtowano w różny sposób wykorzystując późnośredniowieczne tradycje i nowożytną zasadą włoskiego piano nobile, gdzie przyziemie wykorzystywano na pomieszczenia użytkowe. Większość budynków była jednopiętrowa, jeśli jednak istniała trzecia kondygnacja, traktowano ją jak włoskie mezzanino. Czasem budynek stawał się na wpół pałacem i dworem, kiedy piano nobile przesuwano do przyziemia, a piętro traktowano jako mezzanino.
Trzeci typ – dwór, był odpowiednikiem centrum zabudowań gospodarstwa wiejskiego, jakie we Włoszech reprezentowała casa di villa. Redukował zawsze do jednej kondygnacji program i ukształtowanie nowożytnego pałacu.

## Najważniejsze nowożytne rezydencje w Polsce

### Wybrane rezydencje królewskie
- Zamek Królewski na Wawelu
- Zamek Dolny w Wilnie
- Zamek Królewski w Warszawie
- Pałac Królewski w Łobzowie
- Zamek Ujazdowski w Warszawie
- Villa Regia (Pałac Kazimierzowski)
- Pałac w Wilanowie
- Pałac Saski w Warszawie
- Łazienki Królewskie

### Wybrane rezydencje magnackie
- Zamek w Wiśniczu (1615-1621 i ok. 1640)
- Zamek w Łańcucie (1629-1642)
- Zamek w Baranowie Sandomierskim
- Zamek w Sandomierzu (1617-1636)

- Pałac w Kruszynie 1630 r. W Kruszynie spotyka się po raz pierwszy połączenie pałacu z ogrodem kompozycją osiową o takiej wielkiej skali i bogactwie architektonicznego wyposażenia.
- Pałac Biskupów Krakowskich w Kielcach, to jedyny w Polsce dobrze zachowany przykład rezydencji z 1 poł. XVII wieku, wzniesiony dopiero w latach 1637-1641. Jego architektura wydaje się posiadać nieco zapóźnioną formę, zważywszy na czas powstania przypadający na dekadę pałacową. W ukształtowaniu pałacu kieleckiego krzyżują się willowy wzorzec z Czemiernik i zamkowy z Ujazdowa.
- Zamek w Czemiernikach, wzniesiony przez biskupa płockiego Henryka Firleja.
- Zamek Krzyżtopór
- Zamek w Zbarażu z 1612 roku, który to u Vincenzo Scamozziego zamówił Krzysztof Zbarski. Zrealizowany zamek typologicznie należał również do odmiany palazzo in fortezza, w której pałac przylegał do jednego z boków warowni na planie kwadratu, a brama sytuowana była przeciwlegle na osi pałacu jak w zamku w Żółkwi. W Zbarażu po raz pierwszy basteje zamieniono na bastiony, które były dość prymitywne. Pałac otrzymał narys kwadratu z długimi, wąskimi skrzydłami, rozciągniętymi na kurtynie i zakończonymi trójbocznie. Żadna z rezydencji polskich nie ma tak poprawnie zaprojektowanej fasady: trzy triady okienne, z których środkowa połączona jest kamiennym balkonem, nowością na ziemiach polskich.
- Zamek w Podhorcach, rezydencja hetmana wielkiego koronnego Stanisława Koniecpolskiego.

- Pałac Ossolińskich zwany Sandomierskim w Warszawie reprezentuje architekturę monumentalną, wyłamuje się zarówno przez swoje ekscentryczne formy manierystyczno-barokowe jak i przez lokalizację na ówczesnych południowo-zachodnich peryferiach miasta. Najbardziej bowiem okazałe pałace Warszawy sytuowano przy Krakowski Przedmieściu tak by miały między sobą i ulicą strefę reprezentacyjną, a od tyłu ogród opadający ku Wiśle. Wzniesiony w 1641 roku, nawiązywał do ówczesnej architektury rezydencjonalnej jedynie przez wielotraktowy, symetryczny plan willowy i sześcioboczne narożne wieżyczki. Na podobieństwo reprezentacyjnych północnowłoskich ratuszy, wieńczył go nie spotykany w Polsce taras z ozdobna balustradą, ponad którą wyrastała wielka część reprezentacyjnej sali, nakryta baniastym dachem. Dekoracyjne, ramowe podziały elewacji, inspirowane przez rzymskie wille początku XVII wieku dopełniały budowlę.
- Pałac Koniecpolskich w Warszawie (dzisiejszy Pałac Prezydencki), warszawska siedziba hetmana Koniecpolskiego powstała w latach 1643-1645. Projektantem był Constantino Tencalla, a konduktorem najpierw Jonann Ludwig von Wohlzogen, a później Łukasz Dąbrowski. W wolno stojącym pałacu po raz pierwszy narożne akcenty korpusu przybrały formę ryzalitów.

- Pałac Czartoryskich w Puławach budowa trwała od 1671 do 1676 roku.
- Pałac w Czerniakowie. Po wykończeniu pawilonów ujazdowskich zaczęto budowę pałacu w Czerniakowie drewnianego budynku, niemal abstrakcyjnego w swej regularności układu przestrzennego i brył, które prowadziły do popularnego wariantu Poggio Reale Serlia, ale i do słynnej willi Poggio a Caiano Giuliano da Sangallo, z ok. 1480 roku. Zasadnicze ukształtowanie pałacu rozwiązane zostało w konwencji casa di villa. Świadczy o tym umieszczenie w przyziemiu piano nobile narożnych pawilonów, a także oddanie na fasadzie ślepego portyku o niezbyt monumentalnych formach. Wszystkie te elementy zawierała też siedziba w Wilanowie. Willa Nuova stanowiła wzór dla Czerniakowskiej. Jednak pałac w Czerniakowie nie przejął rozmachu założenia i reprezentacyjnego programu i ozdobności zewnętrza. Formy siedziby nawiązywały do klasycyzującej architektury północnoeuropejskiej. Widoczne są cechy tego nurtu baroku w postaci wstrzemięźliwości i płaskości dekoracji oraz potęgowana kubiczność bryły. Pałac w Czerniakowie odpowiadał włoskiemu wzorcowi villa rustica ze względu na łączność z zabudowaniami folwarcznymi. Dopasowano do niego architekturę pałacu, ale nie jego funkcje.

- Pałac Paca-Radziwiłłów w Warszawie
- Pałac Branickich w Białymstoku

- Pałac w Radzyniu Podlaskim (1750–1758)
- Pałac Tyszkiewiczów w Warszawie

## Architekci rezydencji w Polsce
- Tylman z Gameren
- Constantino Tencalla
- Matteo Castelli
- Augustyn Locci
- Jakub Fontana
- Jan Chrystian Kamsetzer
- Dominik Merlini